# Parafia Pocieszenia Najświętszej Maryi Panny w Borku Wielkopolskim
Parafia Pocieszenia Najświętszej Maryi Panny w Borku Wielkopolskim – rzymskokatolicka parafia w Borku Wielkopolskim, należy do dekanatu boreckiego archidiecezji poznańskiej. Została powołana 28 maja 1441 roku. Siedziba parafii mieści się przy ulicy Zdzież.
W skład parafii wchodzą trzy kościoły: kościół farny św. Stanisława Biskupa, Sanktuarium Matki Bożej Pocieszenia oraz kaplica św. Krzyża (z roku 1858) na cmentarzu.